# محلل الإشارة
محلل الإشارة (بالإنجليزية: Signal Analyzer)،
أداةً تقيس المقدار والطور للإشارة المدخلة عند تردد محدد داخل نطاق (التردد الوسيط) للجهاز. (يعتمد المحلل على تقنيات رقمية لاستخلاص المعلومات المفيدة التي تحملها الإشارة الكهربائية). (يرتبط المصطلح في الاستخدام الشائع بالمحللات الطيفية ومحللات الإشارة الشعاعية). (بينما تقيس المحللات الطيفية السعة أو مقدار الإشارات)، يتيح محلل الإشارة المزود بالبرمجيات أو البرمجة المناسبة قياس أي جانب من جوانب الإشارة مثل التضمين. (تُحقق محللات الإشارة الحديثة ذات التردد العالي أداءً جيداً من خلال تحسين المقدمة التناظرية ونهاية المعالجة الرقمية).

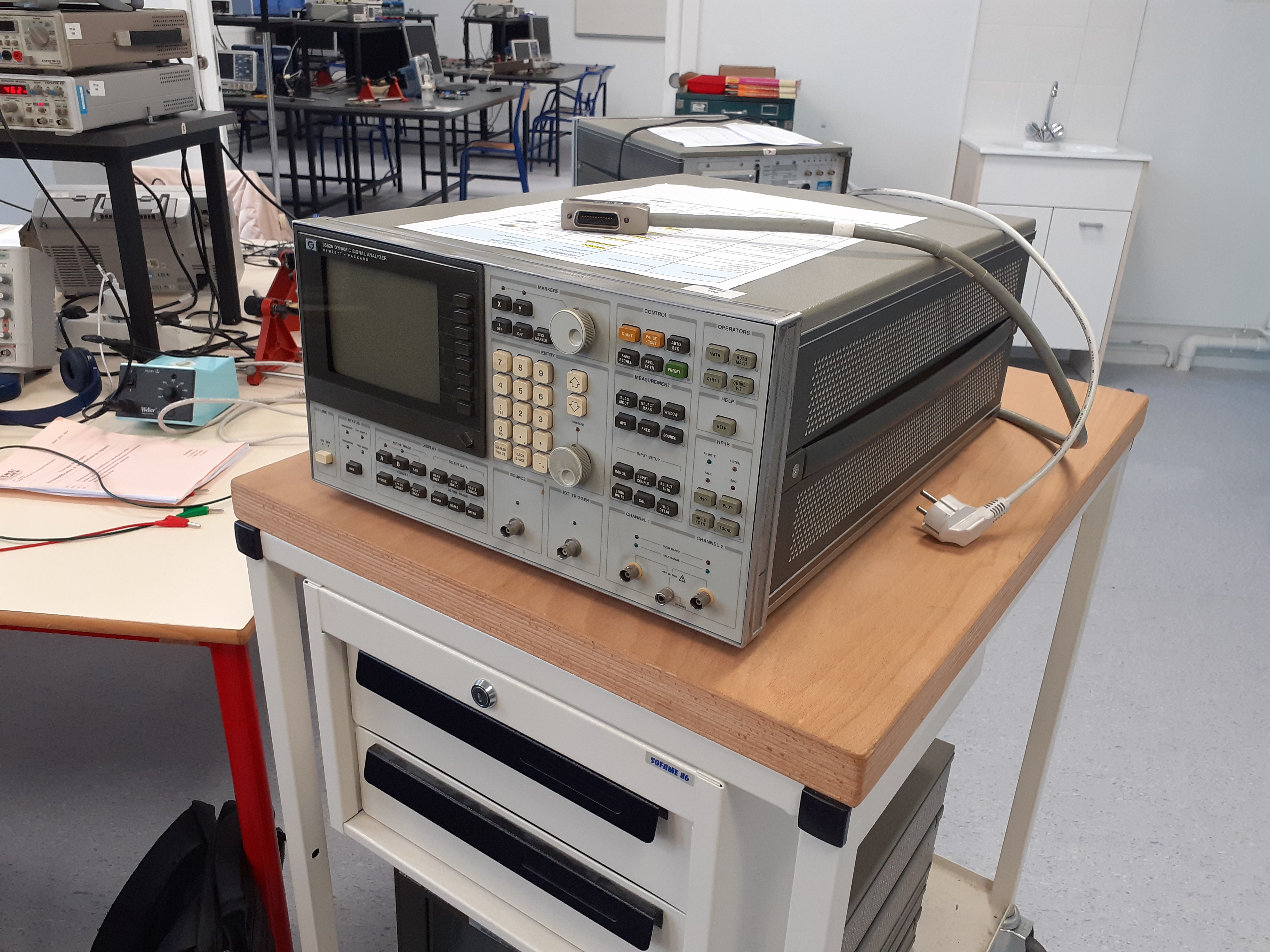
محلل الإشارة الديناميكي لعام 1985 من شركة شركة إتش بي

## نظرية التشغيل

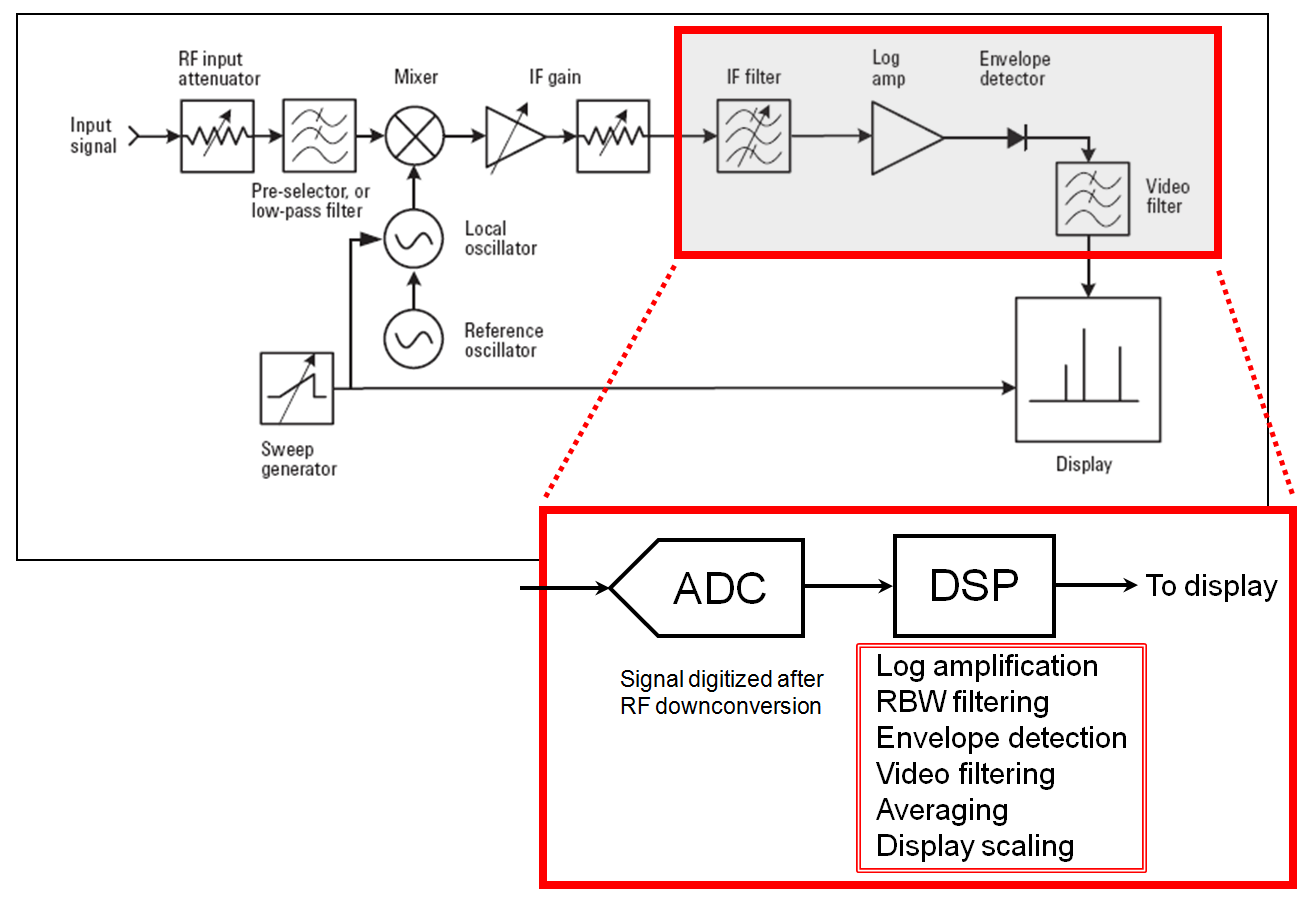
بنية محلل الإشارة الحديث

تستخدم محللات الإشارة الحديثة مستقبل فائق التغاير لتحويل جزء من طيف الإشارة إلى تردد أقل لتحليله. (كما هو موضح في الشكل على اليمين)، تُحوّل أولاً الإشارة إلى تردد وسيط، ثم تُرشّح تلحديد نطاق الإشارة ومنع حدوث تداخل العينات. (يمكن أن يعمل هذا التحويل في وضع ضبط متغير) مشابه للمحلل الطيفي التقليدي، أو في وضع ضبط ثابت. يظل نطاق الترددات المحول دون تغيير في وضع الضبط الثابت، ويتم رقمنة مخرجات المحول لمزيد من التحليل. (تشمل عملية الرقمنة عادةً أخذ عينات متعامدة) (I/Q) أو عينات مركبة، مما يحافظ على جميع خصائص الإشارة، على عكس المعالجة المعتمدة فقط على المقدار في محلل طيف. (يمكن تغيير معدل أخذ العينات في عملية الرقمنة) بما يتناسب مع نطاق التردد المدروس، أو (غالباً) يتم إعادة أخذ عينات الإشارة رقمياً.

## الاستخدام النموذجي
تؤدي محللات الإشارة وظائف كل من المحللات الطيفية ومحللات الإشارة الشعاعية. (يمكن اعتبار محلل الإشارة منصة قياس) تُجرى عليها عمليات مثل التحليل الطيفي (بما في ذلك ضوضاء الطور والقدرة والتشوه)، والتحليل الشعاعي للإشارة (بما في ذلك إزالة التضمين أو تحليل جودة التضمين) باعتبارها تطبيقات قياس. (يمكن أن تكون هذه التطبيقات مدمجة في منصة المحلل كبرمجيات قياس) أو يتم تثبيتها كبرمجيات تطبيقية قابلة للتغيير.